# Radko Kubičko
Radko Kubičko (* 2. listopadu 1967 Brno) je český novinář.

## Život
Radko Kubičko se narodil 2. listopadu 1967 v Brně. Studoval na Fakultě sociálních věd Univerzity Karlovy v Praze, kterou dokončil v roce 1995. V roce 1990 začal pracovat v periodiku Reflex a byl na stáži v mnichovském Rádiu Svobodná Evropa, kam nastoupil v roce 1992 jako komentátor (mezi lety 1994 a 2002 na navazujícím Českém rozhlase 6). 16. října 2009 se stal pověřeným ředitelem ČRo 6.
Tuto funkci vykonával do 16. dubna 2010, kdy jej nahradil Daniel Raus. Jako editor se podílí na přípravě pořadu Názory a argumenty ČRo Plus.
Pravidelně se účastní kopřivnického podzimního Pressování s T. G. Masarykem, které každoročně organizuje v Kulturním domě v Kopřivnici Klub TGM Masarykova demokratického hnutí.